# Autographa brunnescens
Autographa brunnescens är en fjärilsart som beskrevs av Gelin och Lucas 1912. Autographa brunnescens ingår i släktet Autographa och familjen nattflyn. Inga underarter finns listade i Catalogue of Life.